# Grigorjewka (Kaliningrad)
Grigorjewka (russisch Григорьевка, deutsch Sprindlack, auch Groß Birkenfelde sowie Groß Balzerischken (1938–1945 Balzershof, und Rathsgrenz), litauisch Sprindlaukiai und Balceriškiai) ist ein Ort in der russischen Oblast Kaliningrad. Er gehört zur kommunalen Selbstverwaltungseinheit Stadtkreis Polessk im Rajon Polessk. 
Dem Ort Grigorjewka sind allerdings nur noch die beiden Ortsstellen Sprindlack und Rathswalde zuzuordnen, während die Ortsstellen Groß Birkenfelde, Groß Balzerischken/Balzershof und Rathsgrenz verlassen sind.

## Geographische Lage
Grigorjewka liegt am Ostufer der Deime (russisch: Deima), 16 Kilometer nordwestlich der einstigen Kreisstadt Snamensk (Wehlau) und 13 Kilometer südöstlich der jetzigen Rajonhauptstadt Polessk (Labiau). Der Ort ist über einen Zubringer von der Nebenstraße von Saranskoje (Powangen) nach Soldatowo (Friedrichsthal) und weiter bis  Gwardeisk (Tapiau) aus zu erreichen. Eine Bahnanbindung besteht nicht.

## Geschichte

### Sprindlack
Das spätere Gutsdorf Sprindlack wurde 1680 als Schatulldorf gegründet. Im Jahre 1874 wurde es dem neu errichteten Amtsbezirk Forst Leipen (russisch: Nikolskoje, nicht mehr existent) eingegliedert, der zum Kreis Wehlau im Regierungsbezirk Königsberg der preußischen Provinz Ostpreußen gehörte. Im Jahre 1910 zählte der Gutsbezirk Sprindlack 102 Einwohner.
Am 30. September 1928 schlossen sich der Gutsbezirk Sprindlack mit Teilen des Gutsbezirks Groß Köwe (russisch: Sowchosnoje, heute nicht mehr existent) und Teilen des Gutsbezirks Reipen (ebenfalls nicht mehr existent) zur neuen Landgemeinde Sprindlack zusammen. Die Einwohnerzahl betrug 1933 insgesamt 127 und 1939 noch 119. Am 1. Januar 1935 wurde die Gemeinde Sprindlack in den Amtsbezirk Grünhayn (russischer Ortsname: Krasnaja Gorka, heute nicht mehr existent) überstellt, blieb dabei aber im Kreis Wehlau.
In Kriegsfolge wurde Sprindlack 1945 mit dem nördlichen Ostpreußen der Sowjetunion zugeordnet.

#### Persönlichkeiten
- Johann Georg Scheffner (1736–1820), deutscher Jurist, preußischer Beamter, Schriftsteller und Übersetzer lebte ab 1780 wenige Jahre auf Gut Sprindlack

### Groß Birkenfelde
Das um 1700 gegründete damals Birkenfeld genannte kleine Dorf bestand vor 1945 nur aus ein paar Gehöften. Im Jahre 1874 wurde das Dorf in den Amtsbezirk Forst Leipen (russisch: Nikolskoje, nicht mehr existent) eingegliedert und gehörte so zum Kreis Wehlau im Regierungsbezirk Königsberg der preußischen Provinz Ostpreußen. Im Jahre 1910 lebten in Groß Birkenfelde 36 Einwohner. Ihre Zahl stieg bis 1933 auf 65 und betrug 1939 noch 48. Am 1. Januar 1935 wurde Groß Birkenfelde in den Amtsbezirk Grünhayn (russisch: Krasnaja Gorka, nicht mehr existent) umgegliedert und kam wie alle nordostpreußischen Dörfer im Jahre 1945 zur Sowjetunion.

### Groß Balzerischken (Balzershof)
Wie Sprindlack wurde auch Baltzerischken im Jahre 1680 als Schatulldorf gegründet. Das Vorwerk wurde 1874 in den Amtsbezirk Forst Leipen (russisch: Nikolkskoje, nicht mehr existent) im Kreis Wehlau im Regierungsbezirk Königsberg der preußischen Provinz Ostpreußen eingegliedert. Noch vor 1900 kam es als Ortschaft zum Gutsbezirk Sprindlack (russisch auch: Grigorjewka). Im Jahre 1945 wurde auch der seit dem 3. Juni 1938 in „Balzershof“ umbenannte Ort in die Sowjetunion überstellt.

### Rathsgrenz
Der kleine Ort Rathsgrenz bestand vor 1945 eigentlich nur aus einem Waldarbeitergehöft und gehörte selbst zum Staatsforst Leipen (Ortsname russisch: Nikolksjoje, nicht mehr existent). 1874 kam Rathsgrenz zum Amtsbezirk Forst Leipen im Kreis Wehlau im Regierungsbezirk Königsberg der preußischen Provinz Ostpreußen. Noch vor 1908 wurde der Ort in den Gutsbezirk Leipen eingegliedert und gehörte ab 1929 zur Landgemeinde Groß Birkenfelde (russisch auch: Grigorjewka). 1945 wurde auch Rathsgrenz der Sowjetunion zugeordnet.

### Grigorjewka
Die vier Orte Sprindlack, Groß Birkenfelde, Groß Balzerischken (Balszerhof) und Rathsgrenz erhielten 1947 die gemeinsame russische Bezeichnung „Grigorjewka“. Gleichzeitig wurde Grigorjewka in den Dorfsowjet Nowoderewenski selski Sowet im Rajon Polessk eingeordnet und gelangte später in den Saranski selski Sowet. Von 2008 bis 2016 gehörte der Ort zur Landgemeinde Saranskoje selskoje posselenije und seither zum Stadtkreis Polessk.

## Kirche
Die Bevölkerung Sprindlacks, Groß Birkenfeldes, Groß Balzerischkens (resp. Balzershofs) und Rathsgrenz' war vor 1945 fast ausnahmslos evangelischer Konfession. Alle vier Orte gehörten zum Kirchspiel der Kirche Grünhayn (Ostpreußen) im Kirchenkreis Wehlau in der Kirchenprovinz Ostpreußen der Kirche der Altpreußischen Union. Heute liegt Grigorjewka im Einzugsbereich der in den 1990er Jahren neu entstandenen evangelisch-lutherischen Gemeinde in Gwardeisk (Tapiau), einer Filialgemeinde der Auferstehungskirche in Kaliningrad (Königsberg) in der Propstei Kaliningrad der Evangelisch-lutherischen Kirche Europäisches Russland.